# Rhené Jaque
Œuvres principales
- "Lutin"
- "Suite n°2"
- "Étude et Fantaisie"
- "Le Petit Pâtre"
- "Badinerie"
- "Toccata sur touches blanches"

Rhené Jaque est le nom de plume de Marguerite Marie Alice Cartier, compositrice, enseignante, violoniste et violoncelliste québécoise ; née le 4 février 1918 à Beauharnois dans la province de Québec, Canada et morte le 30 juillet 2006 à Longueuil dans la même province à l’âge de 88 ans,.

## Études
Marguerite Cartier nait dans une famille chrétienne de musiciens à Beauharnois, près de Montréal, ville dans laquelle elle va débuter sa scolarité.  Elle poursuit ses études dans l’école Vincent-d'Indy à Montréal où elle reçoit l’enseignement (entre autres) de Claude Champagne, François Morel (analyse et composition), Jean Vallerand (orchestration), Marvin Duchow (analyse d’œuvres modernes) et de Camille Couture et Louis Bailly (violon). Bien après ses études, elle se rend à l'Académie internationale de Nice où elle suit, durant l’été 1972, l’enseignement de Tony Aubin, dans le but de se perfectionner dans le domaine de la composition,,.

## Carrière
En 1938, Marguerite Cartier commence à enseigner la musique au Mont Jésus Marie et elle arrête d’y enseigner en 1943 pour devenir professeure de violon, de violoncelle et de théorie à l’école Vincent-d’Indy, école où elle-même faisait ses études quelque temps plus tôt. On peut compter parmi ses nombreux élèves le compositeur Denis Gougeon et les violonistes Reynald L’Archevêque, Sophie Dugas et Myriam Pellerin, ayant tous trois étés membres de l’Orchestre Symphonique de Montréal. C’est aussi à partir de cette année qu’elle commence à composer professionnellement sous le pseudonyme de Rhené Jaque, pseudonyme qu’elle tire de son nom de religieuse inversé et modifié de quelques lettres. Elle aurait adopté ce nom de plume aux conseils de son professeur, Claude Champagne, qui lui aurait conseillé de ne pas laisser paraitre sa condition de femme religieuse afin que sa musique se vende mieux auprès du public. Ses œuvres atonales sont en grandes majorité destinées aux jeunes pianistes et violonistes et ont été composées à but purement pédagogique dans un grand souci de faire progresser les jeunes interprètes tout en leur procurant de la joie avec des œuvres amusantes aux thèmes légers.

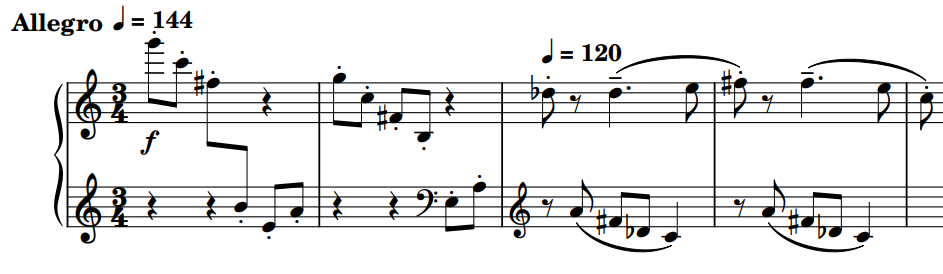
Incipit de "Lutin", l'une des pièces de Rhené Jaque les plus jouées lors de concours pour pianistes débutants

En plus de ses œuvres éducatives, elle compose d’autres pièces pour divers instruments ou types d’ensembles. On lui attribue aujourd’hui plus de 75 pièces de tous types, éditées, entre autres, par les éditions de l'École Vincent d'Indy et les éditions Chanteclair et Berandol. Ses compositions lui ont valu divers prix tels que celui de devenir membre à vie de l’Association des compositrices canadiennes (en) en 2002, prix qui lui a été donné par Janet Danielson, présidente de l’association, en présence d’Aline Chrétien, alors première dame du Canada.

## Vie religieuse
En 1938, Marguerite Cartier rejoint la congrégation religieuse catholique des Sœurs des saints Noms de Jésus et de Marie et prend le nom de sœur Jaques-René,. Selon Maryse Moisan, membre des Sœurs des saints Noms de Jésus et de Marie, le fait que Rhené Jaque ait contribué à la vie musicale du Canada n’est pas un hasard considérant le fait que l’organisation ait toujours eu un fort lien avec la musique. En effet, alors que la congrégation venait d’être fondée, ses membres ont directement voulu employer une maître de musique pour apprendre aux sœurs qui le désiraient à enseigner la musique. De plus, selon cette même sœur « Au Québec, les religieuses ont été des pionnières dans l’éducation musicale » ce qui rend difficile de dissocier l’œuvre de Rhené Jaque de sa position en tant que religieuse et membre des Sœurs des saint Noms de Jésus et de Marie.